# Keechaka Vadham
Keechaka Vadham är en indisk-brittisk stumfilm, regisserad, filmad och producerad av R. Nataraja Mudaliar, som allmänt räknas som pionjär eller grundare inom den tamilska filmscenen. Keechaka Vadham var den första stumfilm som producerades i södra Indien och räknas också som den första tamilska filmen, eftersom skådespelarna var tamilsktalande. Filmen, med Raju Mudaliar i huvudrollen, var en förhållandevis dyr produktion för sin tid och kom ut på bio under senare delen av 1910-talet. Den fick bra kritik och blev en kommersiell framgång, vilket la grunden till fler tamilska filmer under kommande år. Varken originalet eller någon kopia på originalet finns dock bevarat, såvitt känt, varför filmen räknas som en förlorad film. 

## Skådespelare
- Raju Mudaliar i  rollen som Keechaka
- Jeevarathnam i rollen som Draupadi

## Fördjupning

### Böcker
- Baskaran, S. Theodore (15 December 2013) [1996]. The Eye of the Serpent: An Introduction To Tamil Cinema. Chennai: Westland Books. ISBN 978-93-83260-74-4
- Buck, William (2000). Mahabharata. Delhi: Motilal Banarsidass Publications. ISBN 978-81-2081-719-7. https://books.google.com/books?id=bgnHHqPg6R8C
- Chabria, Suresh (2005). ”Mudaliar, R. Nataraja”. i Abel, Richard. Encyclopaedia of Hindi Cinema. Abingdon-on-Thames: Taylor & Francis. ISBN 978-0-415-23440-5. https://books.google.com/books?id=hFxwX-dM008CkC
- Chowdhry, Prem (2000). Colonial India and the Making of Empire Cinema: Image, Ideology and Identity. Manchester: Manchester University Press. ISBN 978-0-7190-5792-2. https://books.google.com/books?id=1UNph7mAT2YC
- Guy, Randor (1997). Starlight, Starbright: The Early Tamil Cinema. Chennai: Amra Publishers. OCLC 52794531. https://books.google.com/books?id=tWVYGwAACAAJ
- Jacobsen, Knut A. (11 August 2015). Routledge Handbook of Contemporary India. Abingdon-on-Thames: Routledge. ISBN 978-1-317-40358-6. https://books.google.com/books?id=--9WCgAAQBAJ